# Maasmechelen
Maasmechelen [maːsˈmɛxələ(n)] est une commune néerlandophone de Belgique située en Région flamande dans la province de Limbourg.

## Sections de la commune
| # | Section              | Superf. (km²) | Habitants (2020) | Habitants par km² | Code INS |
| - | -------------------- | ------------- | ---------------- | ----------------- | -------- |
| 1 | Mechelen-aan-de-Maas | 33,83         | 15.499           | 458               | 73107A   |
| 2 | Opgrimbie            | 13,14         | 3.630            | 276               | 73107B   |
| 3 | Vucht                | 3,85          | 3.436            | 891               | 73107C   |
| 4 | Eisden               | 7,88          | 10.338           | 1.312             | 73107D   |
| 5 | Leut                 | 2,99          | 1.581            | 528               | 73107E   |
| 6 | Meeswijk             | 4,37          | 947              | 217               | 73107F   |
| 7 | Boorsem              | 6,69          | 2.272            | 340               | 73107G   |
| 8 | Uikhoven             | 4,09          | 1.200            | 293               | 73107H   |

## Histoire
En janvier 1940, un avion allemand fit un atterrissage forcé sur le territoire de Mechelen-aan-de-Maas, alors que, perdu dans le brouillard, il avait franchi la frontière belge sans que le pilote s'en rende compte. Des militaires belges découvrirent des documents de l'état-major allemand dans les mains d'un des occupants qui tentait de les brûler. Après examen, il apparut que ces documents contenaient des instructions relatives aux plans allemands d'invasion de la Belgique et de la France.

## Héraldique
|  | La commune possède des armoiries qui lui ont été octroyées le 9 mai 1989. Elles combinent des éléments de l'histoire des anciennes communes fusionnées. La crosse représente Opgrimbie et Vucht. Tous deux appartenaient soit au diocèse de Liège, soit au chapitre diocésain de Liège. La crosse représente ainsi les princes-évêques de Liège. Malines-aan-de-Maas a appartenu de 1232 à 1799 à la chapelle de la Basilique Saint-Servais à Maastricht (Pays-Bas). L'étoile est issue des armoiries de Maastricht. Eisden, Leut, Boorsem et Uikhoven étaient toutes des domaines impériaux libres, elles sont représentées par l'aigle impérial. Blasonnement : Parti au 1. coupé: a. d'or une crosse d'évêque de gueules, b. de gueules à une étoile à cinq branches d'argent; 2. d'or à une demi-aigle impériale de sable armée et lampassée de gueules. (Traduction libre) Source du blasonnement : Heraldy of the World. |

## Évolution démographique de la commune fusionnée
En tenant compte des anciennes communes entraînées dans la fusion de communes de 1977, on peut dresser l'évolution suivante :
- Source : DGS - Remarque: 1831 jusqu'à 1981=recensement; depuis 1990=nombre d'habitants chaque 1er janvier[4]

## Football
- Patro Eisden Maasmechelen

## Personnalités
- Le joueur de tennis Ruben Bemelmans y réside.
- Luca Brecel joueur de Snooker et actuel n°2 mondial
- Étienne Dedroog (1971-), tueur en série, y est né.
- Léandro Trossard y est né et joue actuellement[Quand ?] à Arsenal FC.

## Jumelages
La commune de Maasmechelen est jumelée avec :
- Škofja Loka (Slovénie)
- Jeuifang (Taïwan)